# Cerapachys turneri
Cerapachys turneri é uma espécie de formiga do gênero Cerapachys.